# Zongoya
Zongoya ou Fakalao des Guiziga est un canton du Cameroun situé dans l'arrondissement de Ndoukoula, le département du Diamaré et la région de l’Extrême-Nord. C'est aussi un lawanat dirigé par un chef du 2e degré dirigé par sa majesté Daifourou Alikoura (de 1998 à 2020) et son fils sa majesté Madarou Daifourou Alikoura prend le bâton de commandement le 17 décembre 2020.

## Situation géographique
Ce canton est situé géographiquement dans la plaine du Diamaré-Sud, à 23 km de la ville de Maroua. Il est délimité au Nord par le canton de Katoual, au Sud par le canton de Gawel, à l'est par Salak et a l'Ouest par Gazawa.
Le canton de Zongoya actuel affiche une image vers le développement sociale et économique d'où la présence de associations et coopératives d'aides humanitaires parmi celles ci nous avons :
AJEDECAZ: Association de Jeunes Dynamiques pour le Développement de Canton de Zongoya est l'œuvre de Monsieur Djibri Bouba, actuellement président de la dite association. Aujourd'hui cette association possède plus de 200 participants à Zongoya et dispose de six sous-groupes répartis dans 6 régions du Cameroun avec un président. Cette association a pour principal objectif de réunir la jeunesse Zongoya afin de chercher les voies et moyens pour améliorer les conditions de vie jeunes et promouvoir le développement participatif de son village.
Le GIC " Woulik angui rouidik" de producteurs d'oignons de Fakalo.
Le GIC " Soleil " des éleveurs de Djiddeo
Le GIC " avant" de éleveurs de bovins de Fakalo
Le GIC "progres" des éleveurs de bovins de Djiddeo
Le GIC " Djinavoukoui" des producteurs d'oignons de Maounafaourou.

## Histoire
Zongoya est un vaste village colonial le tout premier à abriter les colonisateurs français de la CFDT devenue Sodecon. L’étendu de ce territoire emprunte la délimitation de la topographie du secteur de la Sodecon Zongoya. Sa population est composite et cosmopolite mais, à la racine Guiziga. Il est bâti autour des 22 chefferies parmi lesquelles Kaelwo, Gawa, Miziling, Djiddéo, Yoldé, Tchabéwa, Hardéo, Maounaforou, Wouyang, Makada, Lesmayo et Fakalao comme l’indique le tableau ci-dessous. Ce territoire est érigé en Chefferie du 2e degré par l’arrêté n°29 du 19 janvier 1982. Zongoya est limitrophe de Katoual et Salak d’une part et de Gawel et Gazawa d’autre part, mais les populations de ce territoire sont constamment livrées aux attaques à mains armées et à l’insécurité ; donc ce territoire a besoin à plus d’un titre d’un Chef habile qui peut organiser les populations en collaboration avec l’Administration pour faire face à ce genre d’attaques.

## Les chefferies fondatrices du lawanat de Zongoya: entre 1909-1979
| Lawanat | Lieu   | Village                 | Chef de village    | Groupe social |
| ------- | ------ | ----------------------- | ------------------ | ------------- |
| Zongoya | Nord   | Tchabewa 1, 2, 3        | Djattan            | Guiziga       |
|         |        | Djabou                  | Meguerzeo          | Guiziga       |
|         |        | Gao                     | Diyarun            | Guiziga       |
|         | Ouest  | Miziling-musulman       | Mana Haman         | Musulman      |
|         | Centre | Kaello                  | Mougoulzoum Hadédé | Guiziga       |
|         |        | Miziling                | Mana Missina       | Guiziga       |
|         |        | Maounaforu              | Ngoumouyoko        | Guiziga       |
|         |        | Gardien de la tradition | Ali Biloua         | Guiziga       |
|         | Est    | Yoldé                   | Madi               | Guiziga       |
|         |        | Makada                  | Tikamlé            | Guiziga       |
|         | Sud    | Gawa-Guiziga            | Haoussa            | Guiziga       |
|         |        | Wouyang                 | Dourmani           | Guiziga       |

## Les nouvelles chefferies entre 1981-1991
| Nom du village | Chef du village | Couches sociales |
| -------------- | --------------- | ---------------- |
| Djiddeo        | Alikoura        | Foulbé           |
| Maounaforou    | Ba-Haman        | Foulbé           |
| Fakalao        | Djidda Miglia   | Mofou            |
| Gawa           | Ardo Bouba      | Foulbé           |
| Wouyang-Foulbé |                 | Foulbé           |
| Fakalao-Foulbé |                 | Foulbé           |

## Climat
C'est un climat de steppe de type BSh dans la classification de Köppen, avec peu précipitations tout au long de l'année. La température moyenne est de 27.8 °C. Les précipitations annuelles moyennes sont de l'ordre de 830 mm.

## Végétation
La composition végétale du canton de Zongoya est une savante composée des espèces végétales telles que: le Balanites aegyptiaca, le Diospirios mespilliformis, le Tamarindus indica, l'Azadiractha indica, le Cassia singuenna, l'Acacia spp, etc. qui sont parsemées et confinées au bord de la route N1.

## Population
En 1975, Zongoya (ou Fakalao) comptait  dont composé des Peuls et de Guiziga et d'autres ethnies comme le mafa, les moufou, moundang et toupouri. À cette date, il était doté d'une école publique à cycle complet et d'un poste Sodecoton et un centre de santé créé en 2013. Un marché hebdomadaire s'y tenait le jeudi.
Selon les sources de l'antenne ELECAM de l'arrondissement de Ndoukoula, ce canton compte 21 quartiers dont ceux qui sont reconnus officiellement.
| N  | Noms des quartiers        |
| 1  | Fakalao                   |
| 2  | Less mayo                 |
| 3  | Djiddéo Foulbé            |
| 4  | Djiddeo guiziga           |
| 5  | Makadayel                 |
| 6  | Tchabéwa Moufou           |
| 7  | Tchabéwa Guiziga          |
| 8  | Tchabéwa Foulbé           |
| 9  | Domayo                    |
| 10 | Hardéo Guiziga            |
| 11 | Hardéo Foulbé             |
| 12 | Makada Foulbé             |
| 13 | Makada guiziga            |
| 14 | Yolde                     |
| 15 | Maounafaourou foulbe      |
| 16 | Maounafaourou harde kadam |
| 17 | Maounafaourou guiziga     |
| 18 | Gawa foulbe               |
| 19 | Gawa guiziga              |
| 20 | Golombeo                  |
| 21 | Miziling                  |

Source : Haman Ahmadou, étudiant en master au département de géographie de l’Université de Maroua.[source insuffisante]
Lors du recensement de 2005, on y a dénombré 3 551 personnes, dont 534 pour Zongoya-Centre.